# Алт Тухебанд
Алт Тухебанд (њем. Alt Tucheband) општина је у њемачкој савезној држави Бранденбург. Једно је од 45 општинских средишта округа Меркиш-Одерланд. Према процјени из 2010. у општини је живјело 927 становника. Посједује регионалну шифру (AGS) 12064009.

## Географија
Алт Тухебанд се налази у савезној држави Бранденбург у округу Меркиш-Одерланд. Општина се налази на надморској висини од 11 метара. Површина општине износи 30,6 km².

## Становништво
У самом мјесту је, према процјени из 2010. године, живјело 927 становника. Просјечна густина становништва износи 30 становника/km².